# Priboiești
Priboiești – wieś w Rumunii, w okręgu Mehedinți, w gminie Husnicioara. W 2011 roku liczyła 58 mieszkańców.